# جلمة
جلمة (به عربی: جلمة) یک منطقهٔ مسکونی در تونس است که در استان سیدی بوزید واقع شده‌است.
 جلمة  ۵٬۸۸۷ نفر جمعیت دارد.